# Saison 2015 de l'équipe cycliste Roompot Oranje Peloton

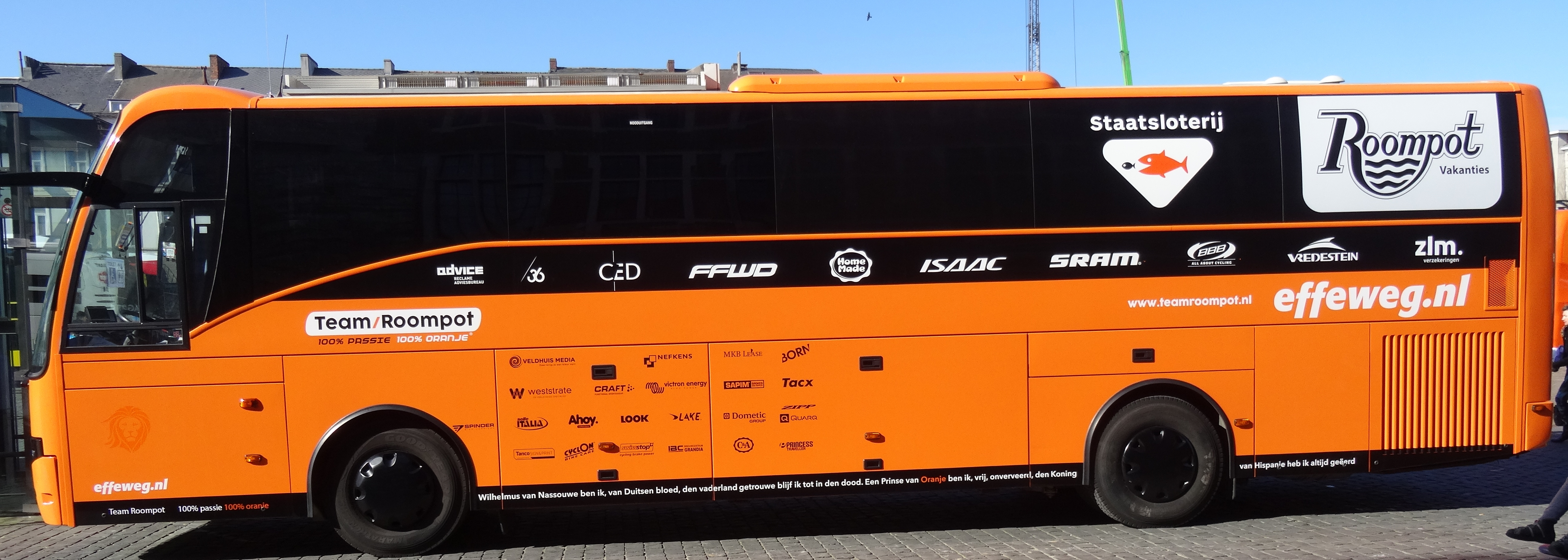
Le bus lors du Circuit Het Nieuwsblad 2015.

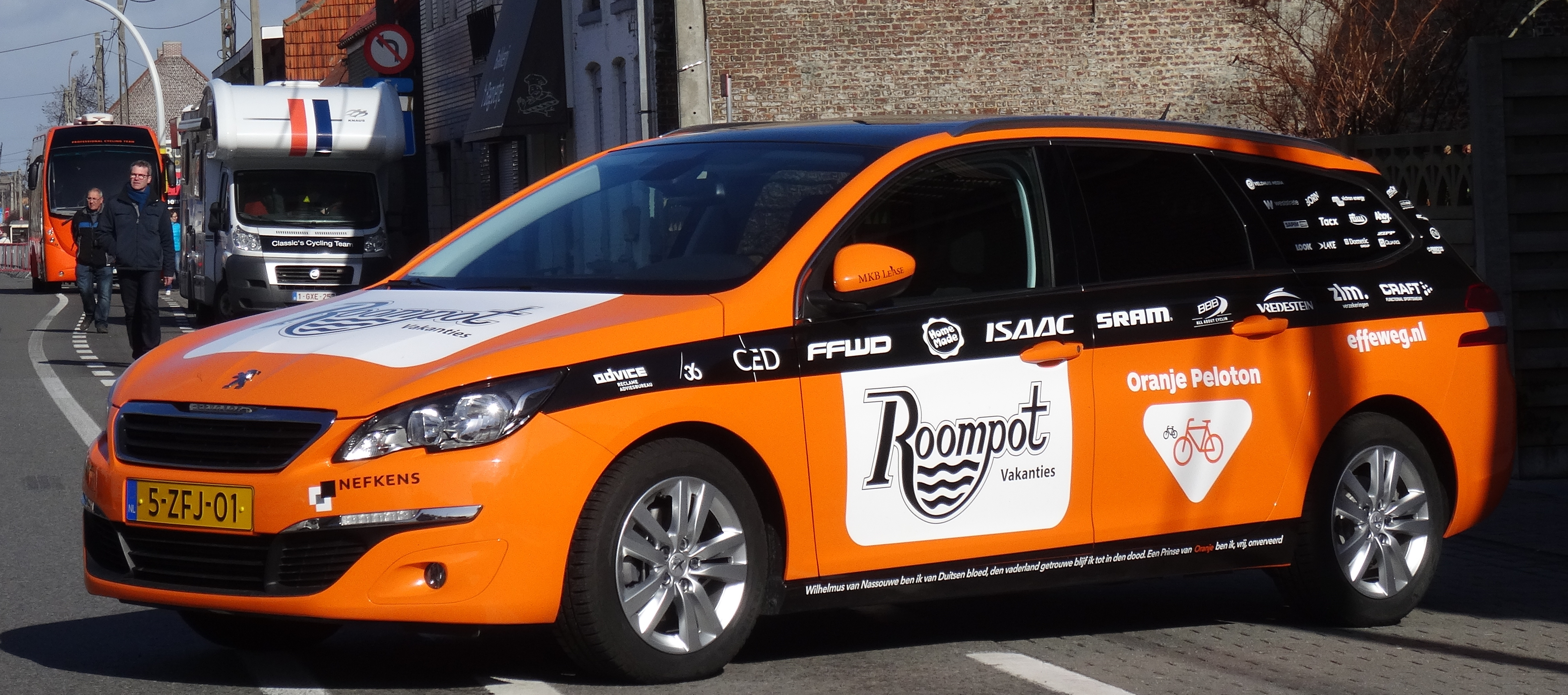
Une des voitures à Kuurne-Bruxelles-Kuurne 2015.

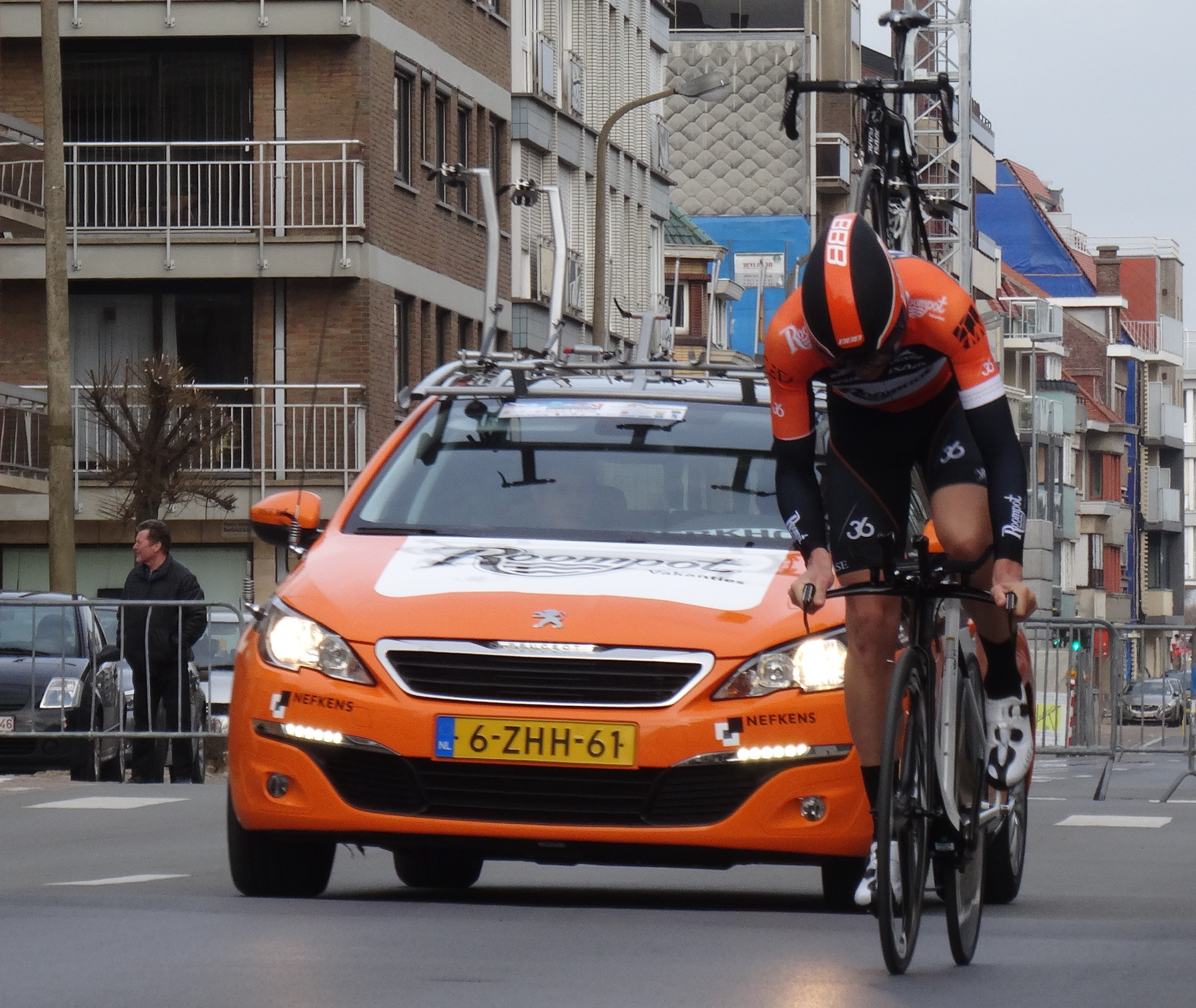
Tim Kerkhof lors du contre-la-montre individuel du prologue des Trois jours de Flandre-Occidentale 2015 à Middelkerke.

La saison 2015 de l'équipe cycliste Roompot Oranje Peloton est la première de cette équipe continentale professionnelle. L'équipe s'appelle Roompot du 1er janvier au 8 mars inclus.

## Préparation de la saison 2015

### Sponsors et financement de l'équipe
Erik Breukink, Michael Boogerd et Jean-Paul van Poppel, anciens coureurs néerlandais, ont annoncé le 24 avril 2014, avec Michael Zijlaard, leur intention de créer une nouvelle équipe entièrement néerlandaise. Le projet se nomme alors Orange Cycling, et serait sponsorisé par Orange. Quelques semaines plus tard, il est annoncé que le sponsor principal sera Roompot (nl), pour une équipe nommée Roompot-Oranje. Au mois de juin, Roompot avait le choix entre sponsoriser Belkin ou Orange Cycling, et a donc préféré opter pour une équipe entièrement néerlandaise. En mars, la loterie nationale néerlandaise devient cosponsor de l'équipe. Envisagé dès 2014, ce partenariat a été retardé par l'engagement avec une autre équipe cycliste de Lotto, autre société publique de loterie, avec laquelle la loterie nationale prépare une fusion. Le budget de l'équipe pour cette saison est d'environ trois millions d'euros.
Les coureurs de Roompot roulent sur des cycles Isaac, qui est pour la première fois équipementier d'une équipe professionnelle.

### Arrivées et départs
L'équipe étant nouvelle, tous les coureurs proviennent d'autres équipes.

## Coureurs et encadrement technique

### Effectif
Dix-huit coureurs constituent l'effectif 2015 de l'équipe.
| Cycliste            | Date de naissance  | Nationalité | Équipe 2014                  |  |
| ------------------- | ------------------ | ----------- | ---------------------------- |  |
| Jesper Asselman     | 12 mars 1990       | Pays-Bas    | Metec-TKH Continental        |  |
| Marc de Maar        | 15 février 1984    | Pays-Bas    | UnitedHealthcare             |  |
| Berden de Vries     | 10 mars 1989       | Pays-Bas    | Jo Piels                     |  |
| Huub Duyn           | 1er septembre 1984 | Pays-Bas    | De Rijke                     |  |
| Dylan Groenewegen   | 21 juin 1993       | Pays-Bas    | De Rijke                     |  |
| Reinier Honig       | 28 octobre 1983    | Pays-Bas    | Vorarlberg                   |  |
| Johnny Hoogerland   | 13 avril 1983      | Pays-Bas    | Androni Giocattoli-Venezuela |  |
| Tim Kerkhof         | 13 novembre 1993   | Pays-Bas    | Etixx                        |  |
| Michel Kreder       | 15 août 1987       | Pays-Bas    | Wanty-Groupe Gobert          |  |
| Raymond Kreder      | 26 novembre 1989   | Pays-Bas    | Garmin-Sharp                 |  |
| Wesley Kreder       | 4 novembre 1990    | Pays-Bas    | Wanty-Groupe Gobert          |  |
| Maurits Lammertink  | 31 août 1990       | Pays-Bas    | Jo Piels                     |  |
| André Looij         | 25 mai 1995        | Pays-Bas    | Rabobank Development         |  |
| Ivar Slik           | 27 mai 1993        | Pays-Bas    | Rabobank Development         |  |
| Mike Terpstra       | 24 avril 1987      | Pays-Bas    | Croford                      |  |
| Etienne van Empel   | 14 avril 1994      | Pays-Bas    | Rabobank Development         |  |
| Sjoerd van Ginneken | 6 novembre 1992    | Pays-Bas    | Metec-TKH Continental        |  |
| Brian van Goethem   | 16 avril 1991      | Pays-Bas    | Metec-TKH Continental        |  |

Portraits
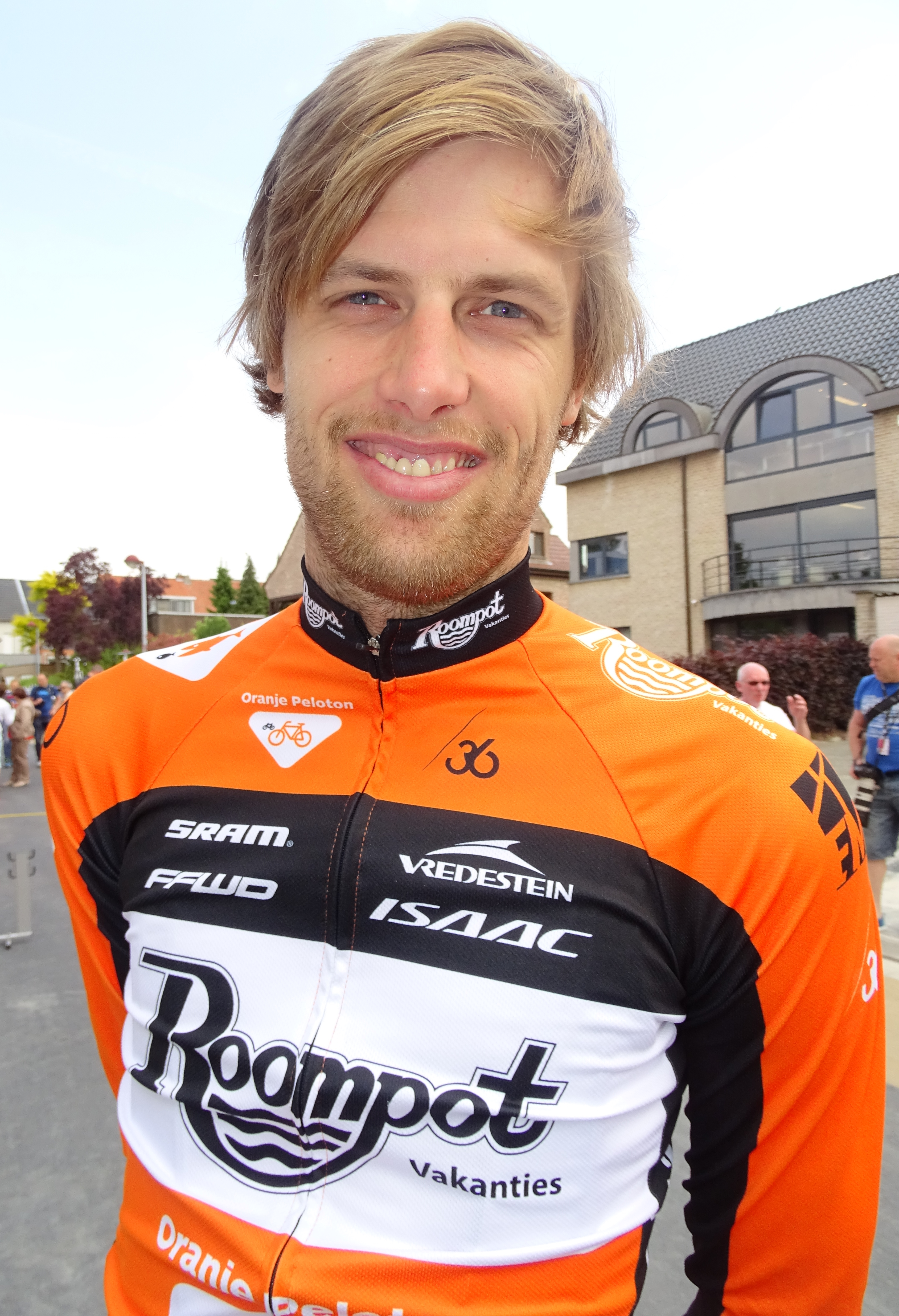
Marc de Maar.
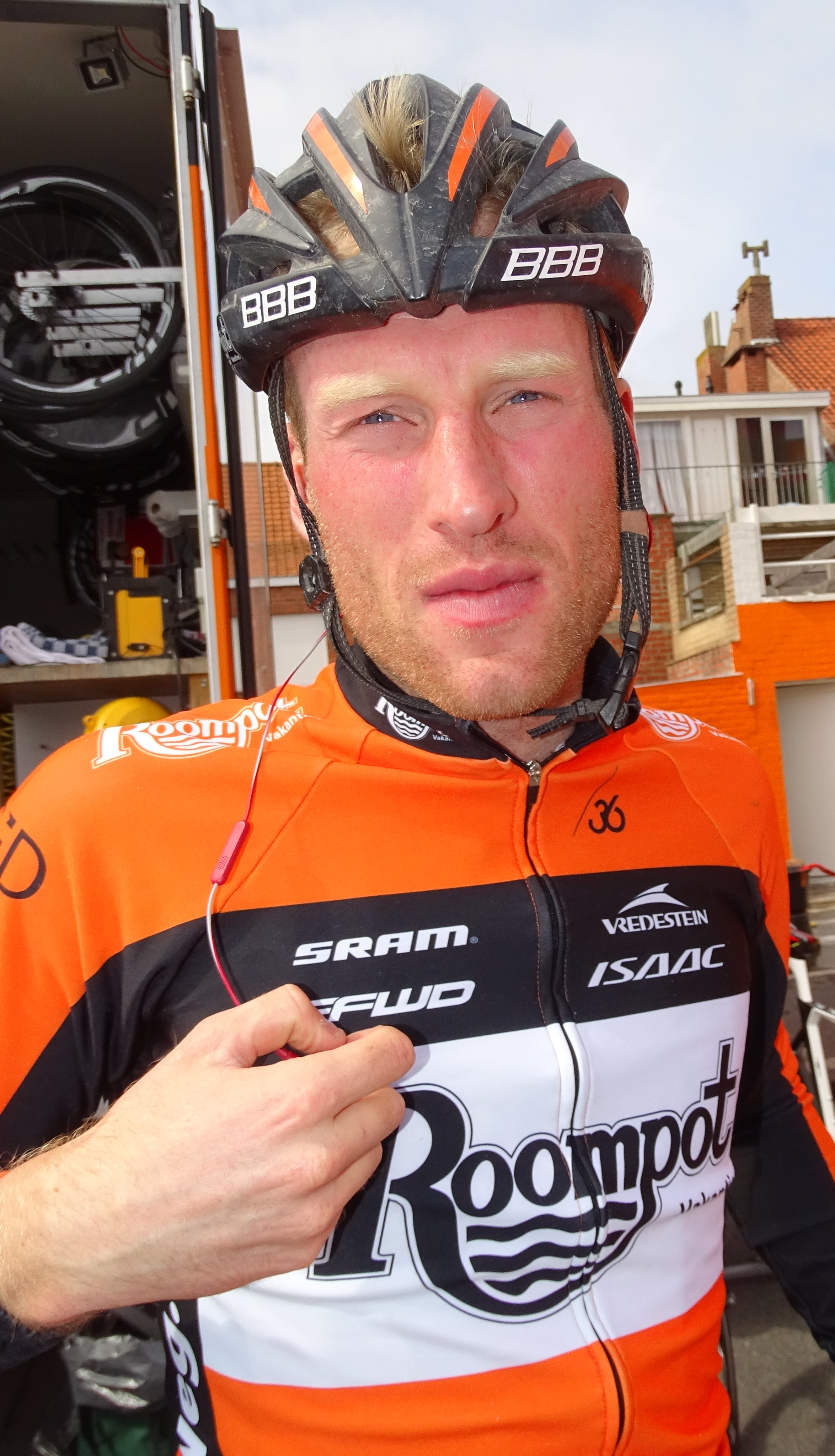
Berden de Vries.
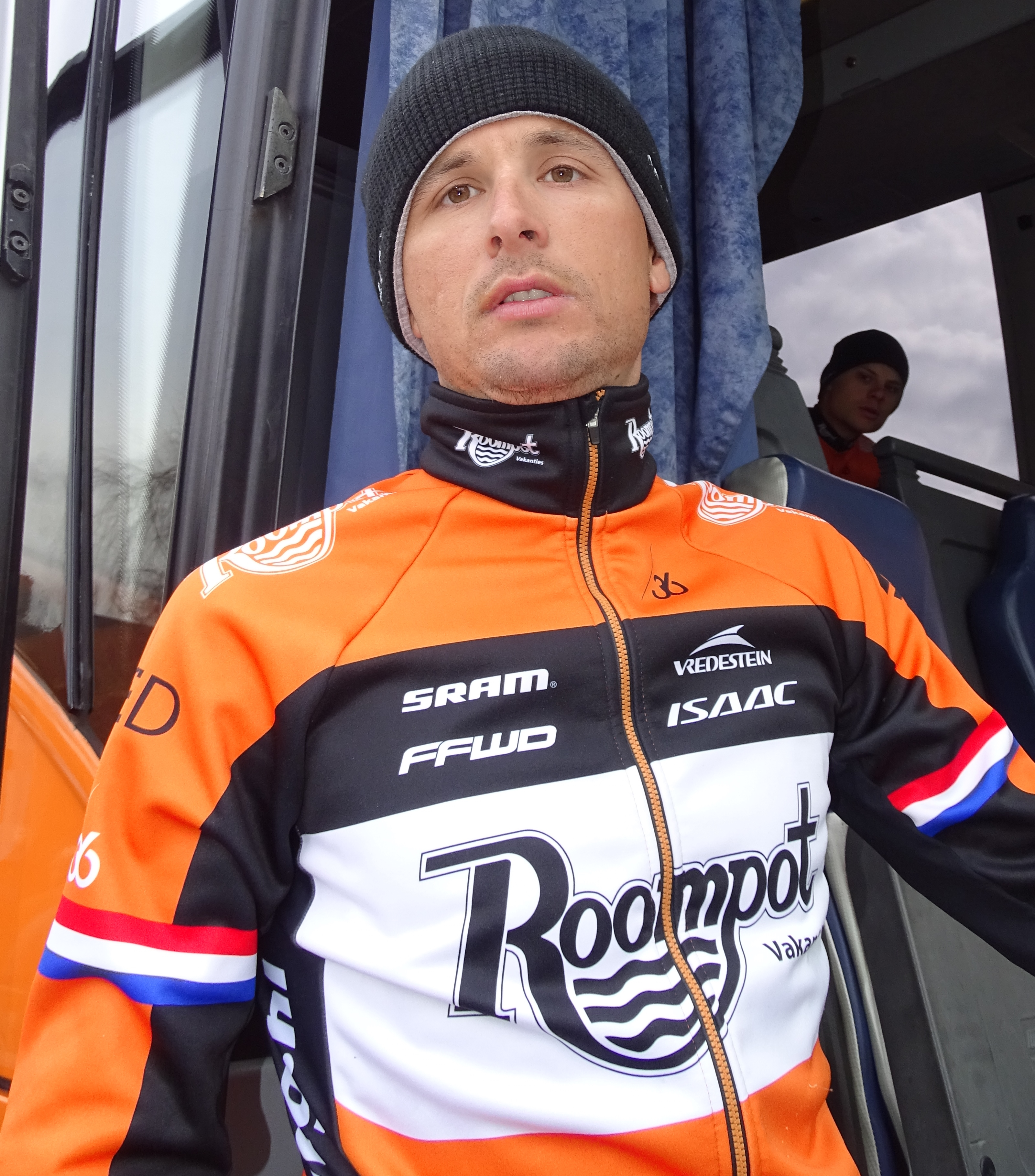
Johnny Hoogerland.
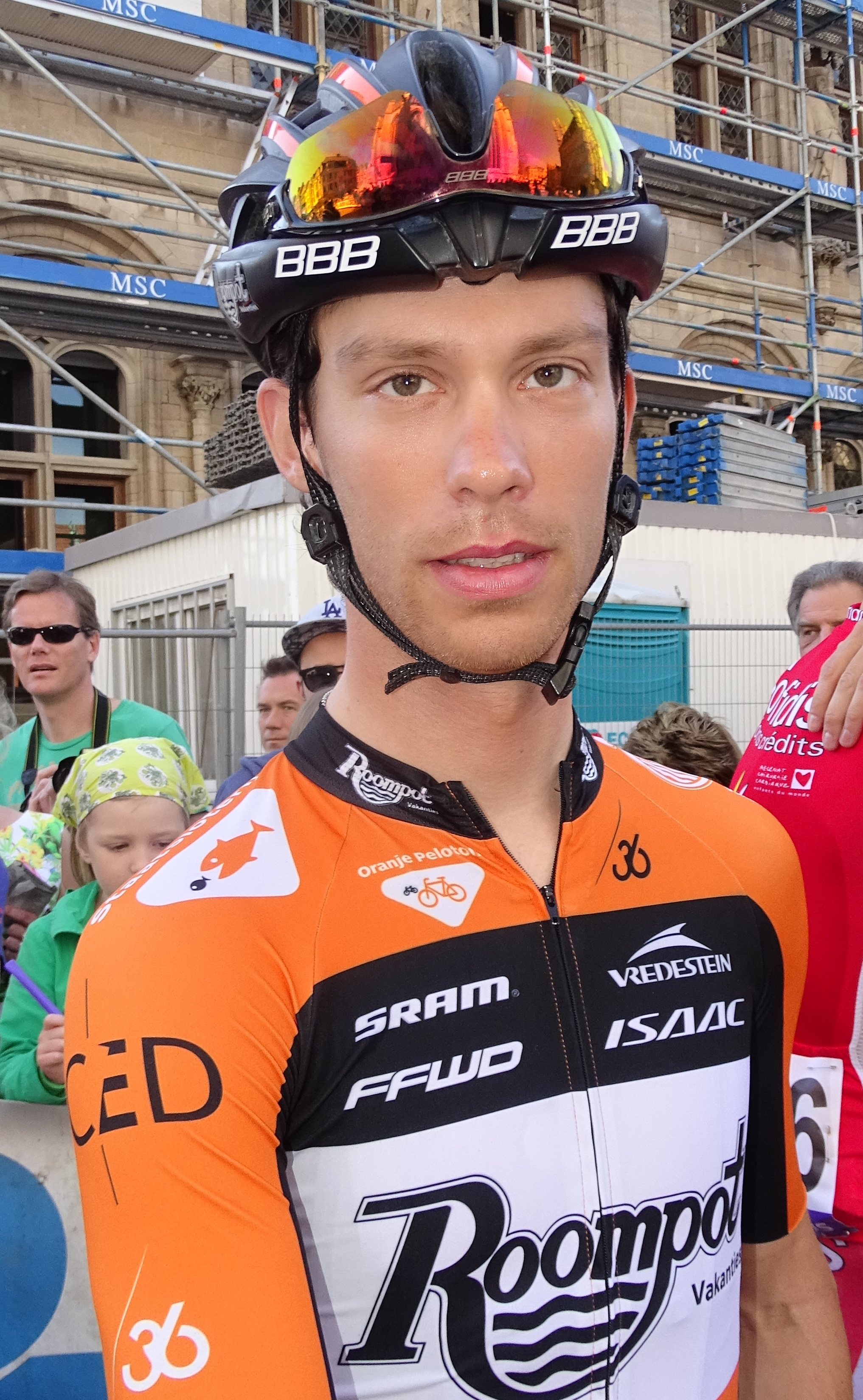
Michel Kreder.
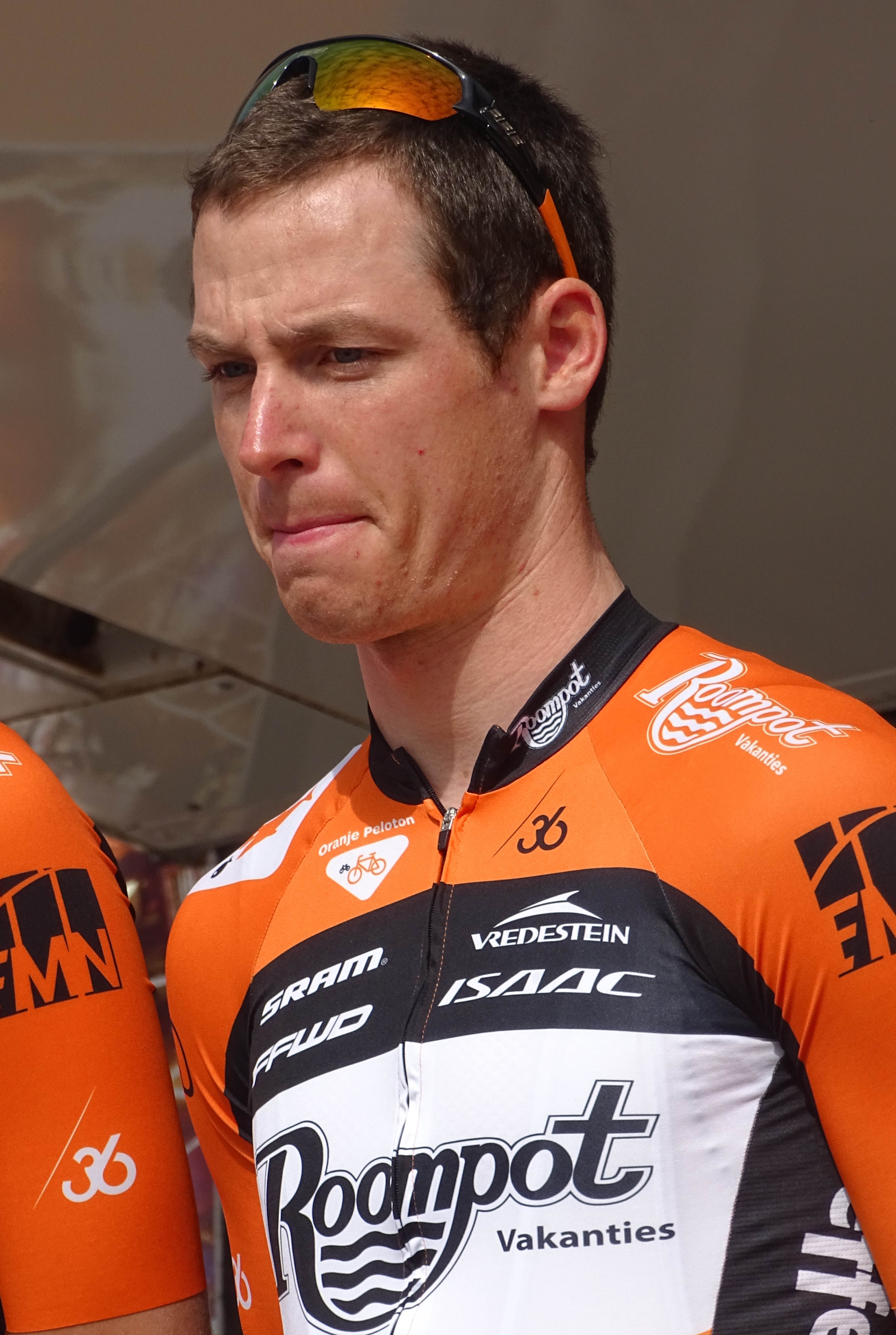
Raymond Kreder.
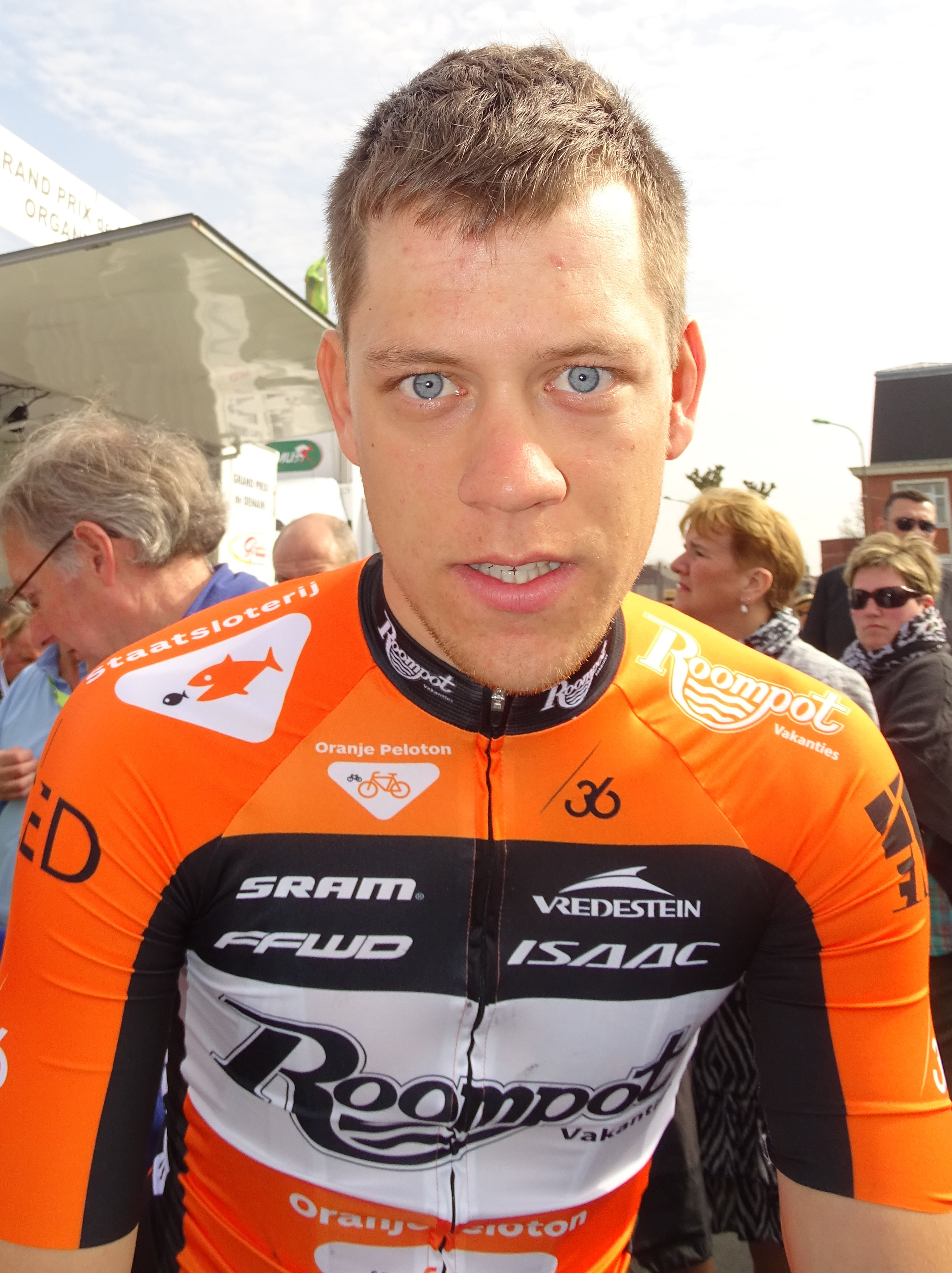
Wesley Kreder.
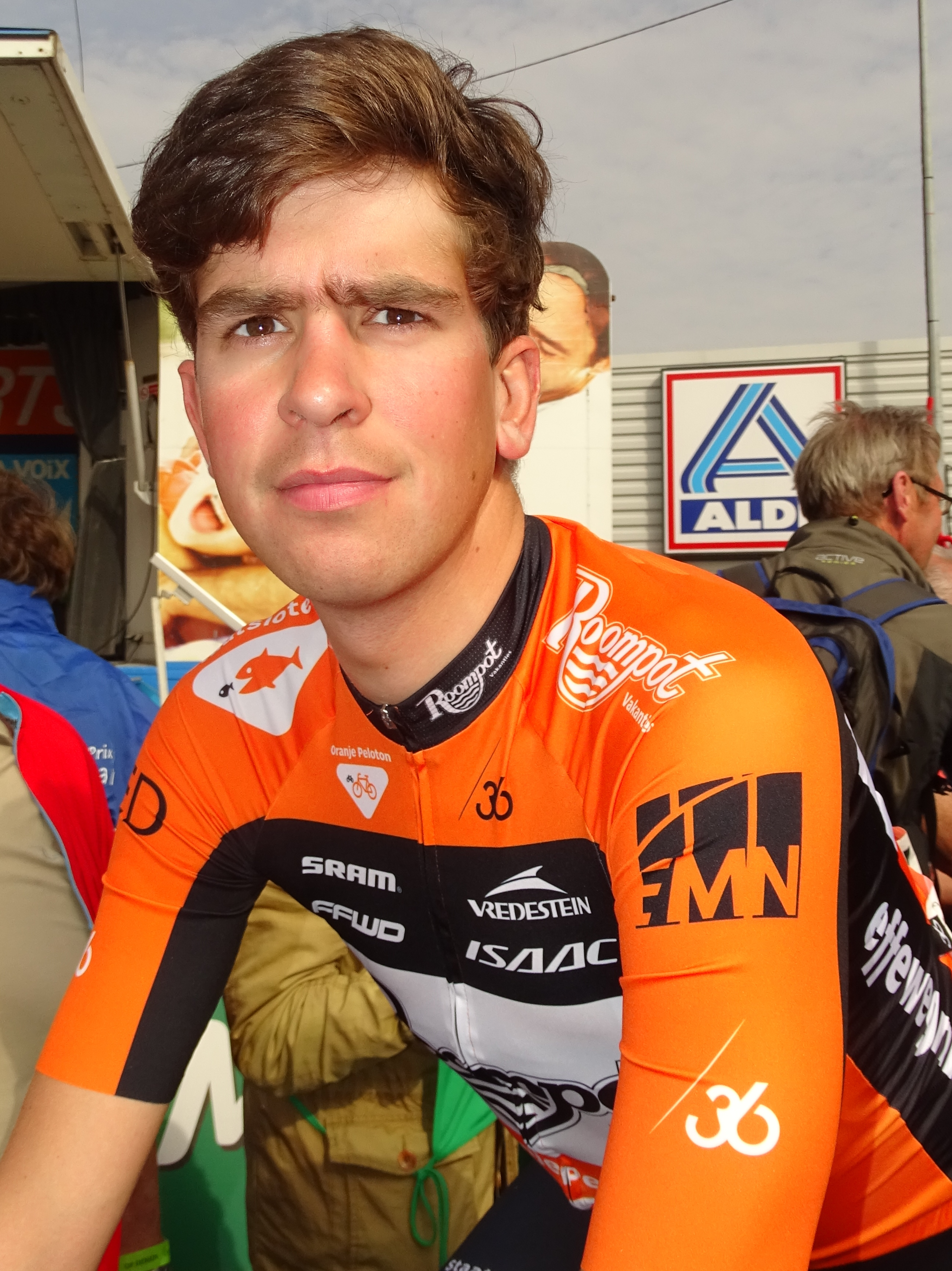
Brian van Goethem.
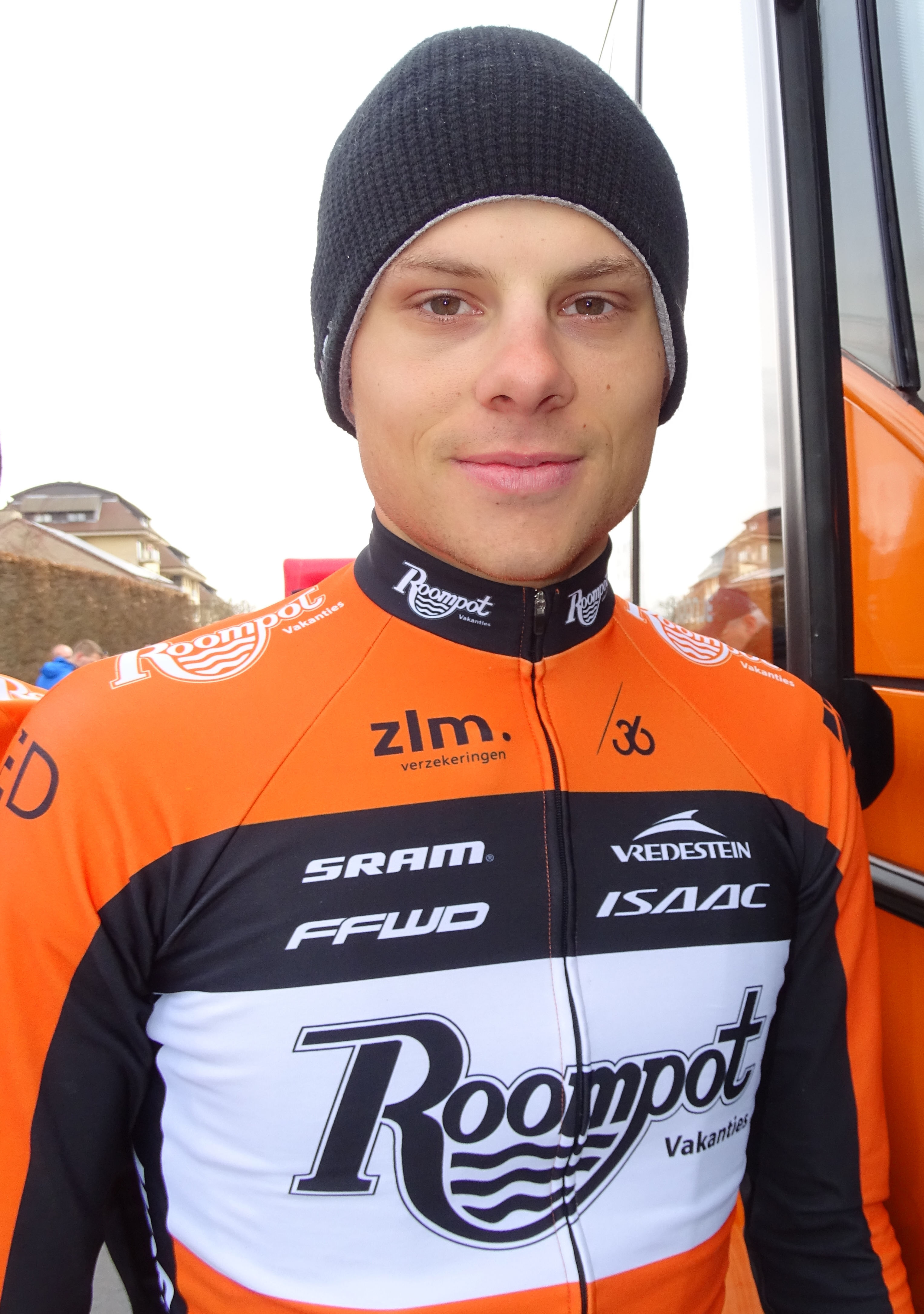
Sjoerd van Ginneken.

### Encadrement
Michael Boogerd est directeur sportif.

## Bilan de la saison

### Victoires
| Date       | Course                       | Pays     | Classe | Vainqueur          |
| ---------- | ---------------------------- | -------- | ------ | ------------------ |
| 21/08/2015 | 4e étape du Tour du Limousin | France   | 2.1    | Maurits Lammertink |
| 21/08/2015 | Arnhem Veenendaal Classic    | Pays-Bas | 1.1    | Dylan Groenewegen  |
| 05/09/2015 | Brussels Cycling Classic     | Belgique | 1.HC   | Dylan Groenewegen  |

### Résultats sur les courses majeures
Les tableaux suivants représentent les résultats de l'équipe dans les principales courses du calendrier international dans lesquelles l'équipe bénéficie d'une invitation. Pour chaque épreuve est indiqué le meilleur coureur de l'équipe, son classement ainsi que les accessits glanés par Roompot Oranje Peloton sur les courses de trois semaines.

#### Classiques
| Classique            | Milan-San Remo | Tour des Flandres   | Paris-Roubaix | Liège-Bastogne-Liège | Tour de Lombardie |
| -------------------- | -------------- | ------------------- | ------------- | -------------------- | ----------------- |
| Coureur (classement) | Non invitée    | Wesley Kreder (66e) | Non invitée   | Huub Duyn (45e)      | Non invitée       |

#### Grands tours
| Grand tour           | Tour d'Italie | Tour de France | Tour d'Espagne |
| -------------------- | ------------- | -------------- | -------------- |
| Coureur (classement) | Non invitée   | Non invitée    | Non invitée    |
| Accessits            | -             | -              | -              |

### Classement UCI

#### UCI America Tour
L'équipe Roompot Oranje Peloton termine à la 47e place de l'America Tour avec 4 points. Ce total est obtenu par l'addition des points des huit meilleurs coureurs de l'équipe au classement individuel, cependant seul un coureur est classé,.
| Rang | Coureur     | Points |
| ---- | ----------- | ------ |
| 396  | Tim Kerkhof | 4      |